# وقت داریم حالا
وقت داریم حالا (به فرانسوی: On a Le Temps) فیلمی به کارگردانی و نویسندگی عبدالرضا کاهانی ساخته سال ۱۳۹۲ است. عبدالرضا کاهانی که بعد از حاشیه‌های اکران آخرین فیلمش یعنی فیلم بی‌خود و بی‌جهت در ایران عازم فرانسه شد و فیلم جدیدش را کلید زد. این فیلم که برای اولین بار در چهل و نهمین جشنواره فیلم کارلووی واری به نمایش در آمد و با استقبال گرم تماشاچیان روبرو شد٬ نمایش عمومی‌اش را از ۲۰ نوامبر ۲۰۱۴ در فرانسه آغاز می‌کند.
این فیلم محصول مشترک ایران و فرانسه است و مجتبی جباری بازیکن باشگاه فوتبال استقلال تهران سرمایه‌گذار ایرانی این فیلم است. مجتبی جباری که علاقه‌اش به هنر و ادبیات او را از دیگر فوتبالیست‌ها متمایز می‌کرد، به واسطه رفاقت با عبدالرضا کاهانی که او نیز علاقه فراوانی به فوتبال دارد، پایش به دنیا سینما باز شد. این فیلم به عنوان اولین اثر هنری در کارنامه جباری ثبت خواهد شد.

## خلاصه فیلم
این فیلم دربارهٔ یک ایرانی به نام عماد است که پس از چند سال تحصیل در شهر کوچک بزانسون قصد دارد خود را به یک آژانس مانکن در پاریس معرفی کند. در حالی که به دوست خود که دختری فرانسوی به نام کارولین است، گفته می‌خواهد به ایران برگردد. در آستانه سفر و جدایی همیشگی، کارولین که زیر سن قانونی است، او را مطلع می‌کند که از سوی عماد باردار است.»

## عوامل تولید
- کارگردان: عبدالرضا کاهانی
- تهیه‌کننده: عبدالرضا کاهانی
- سرمایه‌گذار ایرانی: مجتبی جباری
- بازیگران:
آدرین ملکی ...... عماد
آرین گنجی ....... کارولین
فریال فانیان ....... مادر عماد
ماریِل شُوو ....... دکتر
آرمان گنجی ....... پدر کارولین
- تدوینگر: شیما منفرد
- فیلمبردار: معین رضا مطلبی
- دستیار اول:علی فاتحی
- دستیار دوم: جمال هاشمی
- مدیر تولید: آرمان گنجی
- آهنگساز: گرگوآر هتزل
- صدابردار: مازیار رزاقی
- دستیار صدا: سیلوان لو بیانس